# Massimo Fantola
Massimo Fantola (Cagliari, 16 agosto 1948) è un politico e ingegnere italiano.

## Biografia
Dopo la maturità classica, conseguita al Liceo Siotto Pintor di Cagliari, si laurea in ingegneria all'Università di Cagliari.
Nel 1985 è eletto consigliere comunale a Cagliari. Nel 1989 ottiene un seggio al Consiglio Regionale della Sardegna nelle file della Democrazia Cristiana e viene riconfermato per altre due legislature.
È stato fra i principali promotori dei referendum elettorali a fianco di Mario Segni. Con Segni ha partecipato alla costituzione del movimento "Popolari per la Riforma" e del Patto Segni. È il fondatore dei Riformatori Sardi, movimento politico cattolico e liberaldemocratico inizialmente operante sul territorio regionale sardo come costola autonoma del partito di Segni.
Nel 2006 UDC e Riformatori Sardi stipulano un accordo per la presentazione di lista comune alle elezioni politiche insieme a loro anche il Fortza Paris. È quindi eletto al Senato della Repubblica nelle file dell'UDC. In seguito all'elezione a Senatore lascia a Michele Cossa la Segreteria dei Riformatori Sardi.
Nel 2011 si candida alla carica di sindaco nel Comune di Cagliari alle elezioni amministrative in Italia del 2011, ma nei ballottaggi del 29 e 30 maggio viene sconfitto da Massimo Zedda di Sinistra Ecologia Libertà, con quasi il 20% (15.000 voti) di differenza.